# ヘンリー・サイモンズ
ヘンリー・サイモンズ（Henry Calvert Simons、1899年10月9日 - 1946年6月19日）は、イリノイ州ヴァーデン生まれのアメリカの経済学者である。シカゴ大学教授で、専門は経済学、金融論であった。

## 略歴
- 1899年 イリノイ州 ヴァーデンに生まれる（Henry Calvert Simons Sr.という父親は職業弁護士であった）。
- 1920年 ミシガン大学を卒業する（A.B.）。
- ミシガン大学とコロンビア大学で勉強する。
- 1921年 アイオワ大学のパートタイム講師と大学院生として通う。
- 1927年 （フランク・ナイトの魅力に引かれて）シカゴ大学の経済学講師となる。
- 1928年 シカゴ大学の助教授となる。
- 1928年 この年1年間、ドイツで勉強する。
- 1939年 シカゴ大学ロースクールで教える（2/3が経済学部、1/3がロースクールとみなされた）。
- 1942年 シカゴ大学の准教授となる。
- 1945年 シカゴ大学の教授となる。
- 1946年 それまで不眠と胃潰瘍の症状が続いたが、6月19日に意識不明となり死亡する（46歳没）。

## 業績

### 経済学
- サイモンズは、所得の定義で有名である。ヘイグ＝サイモンズ方程式として知られている。この定義は現代のアメリカ税体系に強く影響した。

### レッセフェール
- 大恐慌の間、『レッセフェールのための実際的プログラム』（A Positive Program for Laissez Faire, 1934）を出版した。大きな寡占会社の解体と労働組合への反トラストの適用を含むすべての独占的市場の形を排除せよ、と述べている。

### 企業財務
- サイモンズによると、経済の金融障害は貨幣の蓄積と非蓄積の最大の交替によって恒久化される。短期債務（貸付）は銀行によって発行する。そして、企業は好況の時に豊富な貨幣の代わりを有効に創造する。需要が不振となると、経済の一部門が収縮するか、あるいは2次的貨幣の「債務返済による見込みのない努力」をしたり「焼け残り品的特売」したりする結果、経済は全体として落ち込み始める。金融システムが「完全な支払い不能に繰り返しさらされ」、トレーダーの出し抜きや貸し手の証拠金請求が起こると政府介入が必要となろう。

### 景気循環
- 金融政策をより効果的にして、インフレとデフレの周期的サイクルを軽減するために、アメリカの金融アーキテクチャーを変えるよう主張した。

### 銀行改革
- サイモンズの考える銀行は、長期債券またはコンソル公債と、現金であった。同時に、100％準備をもたせる。最終的結果は、貨幣の二次形のレバレッジ生産物を通じて証券や不動産の銀行ファイナンスを行うのを防止することである。

### マネーサプライ
- サイモンズは、生産と雇用の盛衰を収めるために物価水準がより柔軟であることが必要であると思っていた。このため彼は、短期借入の最小と、（貨幣の循環を超える）政府コントロールの最大を主張した。主な問題は、価格水準の動きが短期証券の独創と債務返済のおかげを被っていた金融システムにあった。これは、金融不安定性を脅かした。

## 著作
- A Positive Program for Laissez-Faire: Some proposals for a liberal economic policy, 1934.
- "The Requisites of Free Competition", 1936, AER.
- "Rules Versus Authorities in Monetary Policy", 1936, JPE.
- "Review of J.M. Keynes", 1936, Christian Century.
- Personal Income Taxation: The definition of income as a problem of fiscal policy, 1938.
- "For a Free Market Liberalism", 1941, U of Chicago Law Review.
- "Hansen on Fiscal Policy", 1942, JPE.
- "Postwar Economic Policy: Some traditional liberal proposals", 1943, AER.
- "Economic Stability and Antitrust Policy", 1944, U of Chicago Law Review.
- "Some Reflections on Syndicalism", 1944, JPE.
- "On Debt Policy", 1944, JPE.
- "Money, Tariffs and the Peace", 1944, Fortune Magazine.
- "The Beveridge Program: An unsympathetic interpretation", 1945, JPE.
- "Debt Policy and Banking Policy", 1946, REStat.
- Economic Policy for a Free Society, 1948.
- Federal Tax Reform, 1950